# Regelmatig samengesteld veelvlak
Een regelmatig samengesteld veelvlak bestaat uit een aantal regelmatige veelvlakken door elkaar. Het heet daarom samengesteld.
De hoekpunten van het samengestelde veelvlak liggen op een regelmatig veelvlak of op een archimedisch lichaam, dus ook op een bol. Er vallen geen ribben en zijvlakken van de samenstellende veelvlakken samen.   
Er zijn vijf regelmatige samengestelde veelvlakken:
- Het eenvoudigste samengestelde veelvlak is het ster-achtvlak, dat uit twee regelmatige viervlakken door elkaar bestaat. Gezien als 'gewoon' veelvlak, dus niet samengesteld en niet convex, heeft het ster-achtvlak 14 hoekpunten, 36 ribben en 24 zijvlakken. Gezien als samengesteld veelvlak heeft het 8 hoekpunten, die samenvallen met de hoekpunten van een kubus,  12 ribben en 8 zijvlakken. Dat is steeds tweemaal zoveel als bij een enkel viervlak, want er is niets gemeenschappelijk. Dit samengestelde veelvlak heeft octahedrale symmetrie Oh.

De andere vier zijn:
- Vijf viervlakken door elkaar - De hoekpunten liggen op een regelmatig twaalfvlak, ieder op één samenstellend veelvlak.  Dit lichaam is het enige regelmatige chirale veelvlak.[2] Het lichaam heeft icosahedrale symmetrie I.
- Tien viervlakken door elkaar - De hoekpunten liggen op een regelmatig twaalfvlak, waarbij steeds twee viervlakken een gemeenschappelijk hoekpunt hebben.  De symmetriegroep is Ih.
- Vijf kubussen door elkaar - De hoekpunten liggen op een regelmatig twaalfvlak, waarbij steeds twee kubussen twee gemeenschappelijk hoekpunten hebben.  De symmetriegroep is {\displaystyle I_{h}}.[2]
- Vijf regelmatige achtvlakken door elkaar - De hoekpunten liggen op een icosidodecaëder, ieder op één samenstellend veelvlak.  De symmetriegroep is {\displaystyle I_{h}}.

De zijvlakken, ribben en hoekpunten van een regelmatig samengesteld veelvlak kunnen op twee manieren worden geteld.
- Het spreekt voor zich dat alle zijvlakken, ribben en hoekpunten, die op het oppervlak, op de begrenzing van het veelvlak liggen kunnen worden geteld.
- Het is ook  mogelijk alleen de zijvlakken, ribben en hoekpunten van de samenstellende veelvlakken apart te tellen. Een regelmatig samengesteld veelvlak is een zelfdoorsnijdend veelvlak.

De manier van tellen heeft invloed op het aantal zijvlakken, ribben en hoekpunten van het veelvlak.

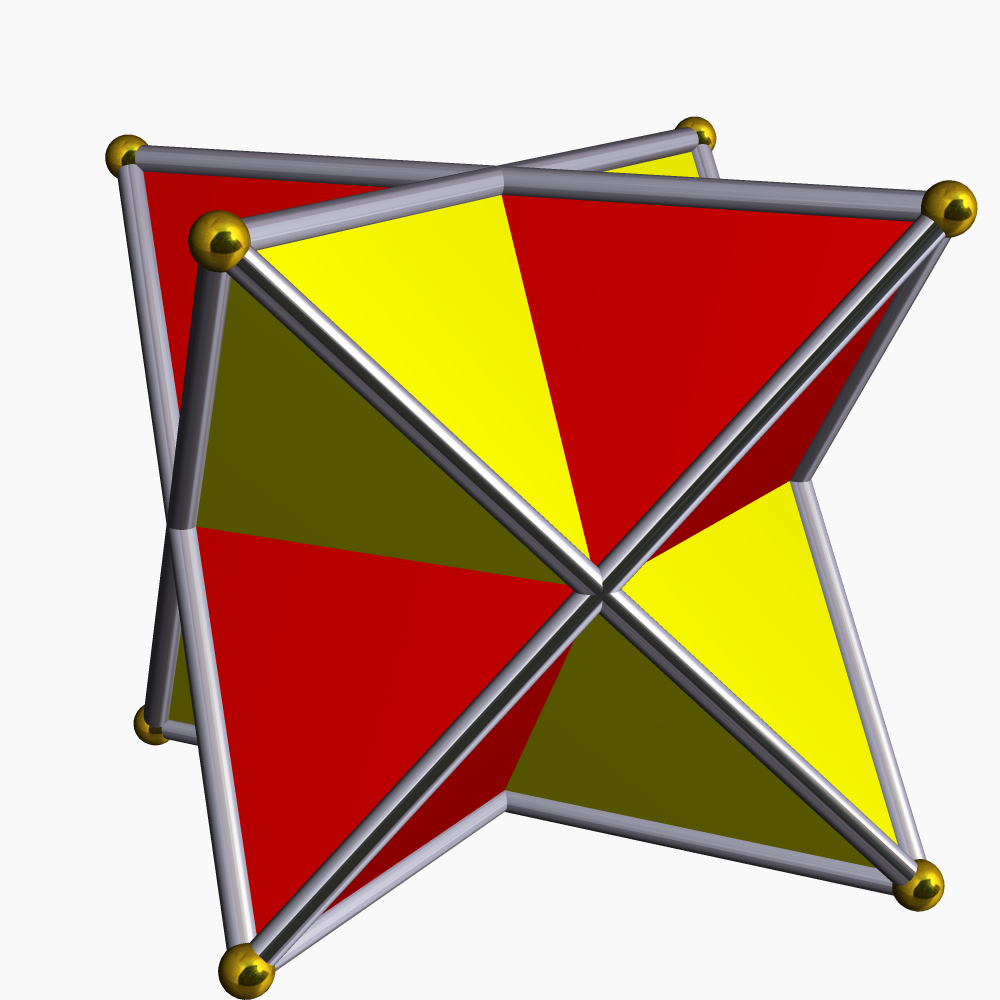
ster-achtvlak
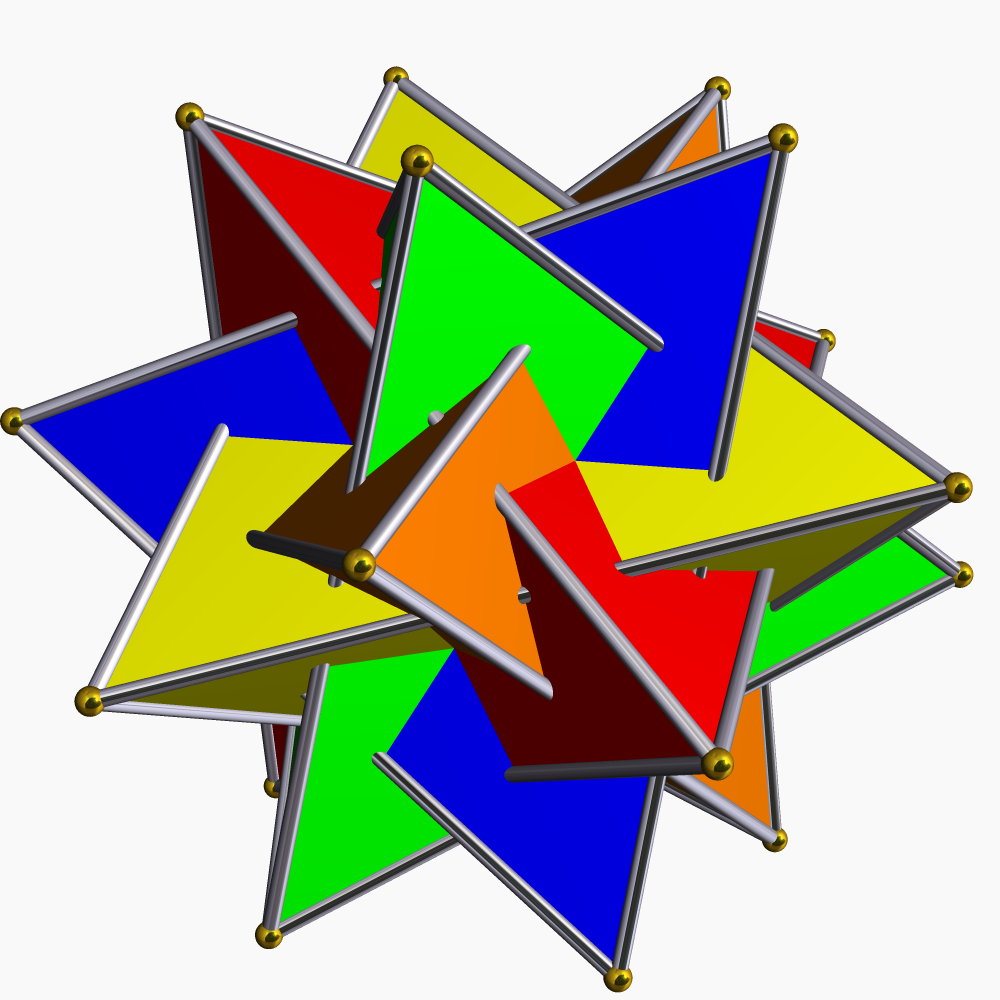
vijf viervlakken
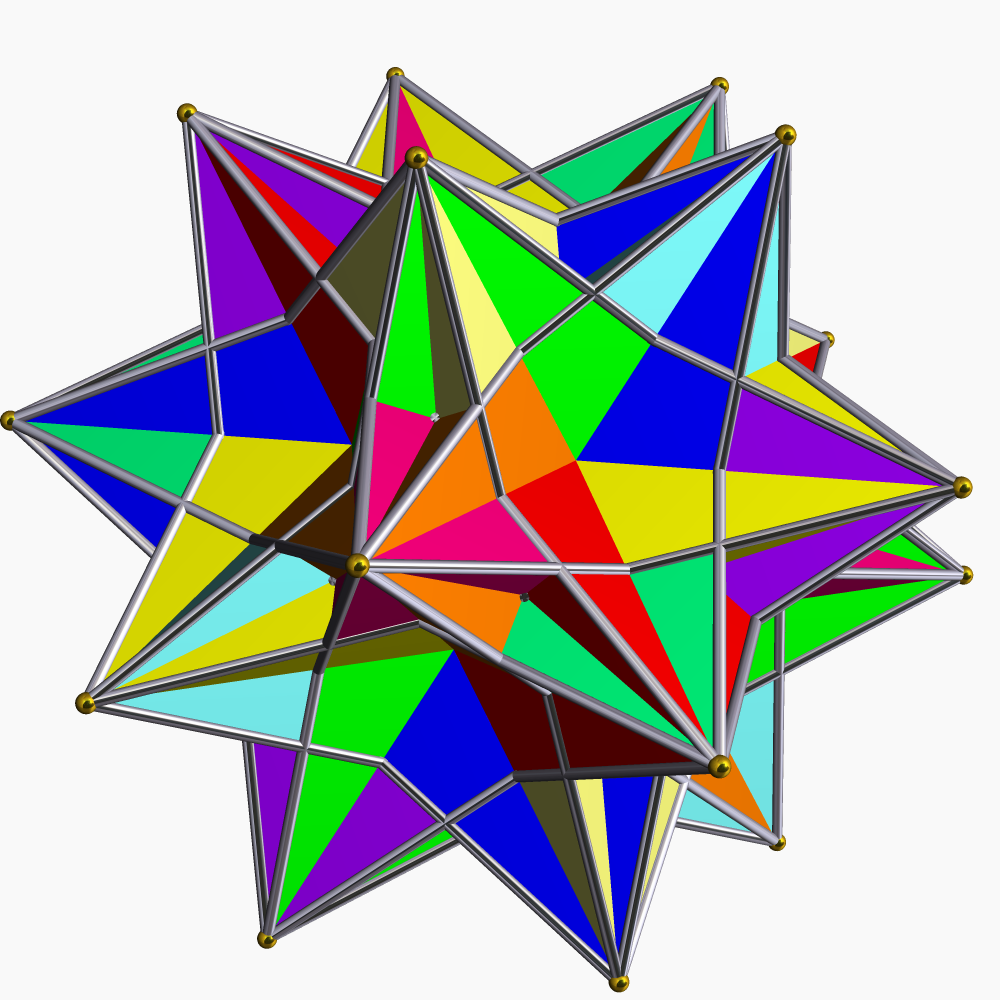
tien viervlakken
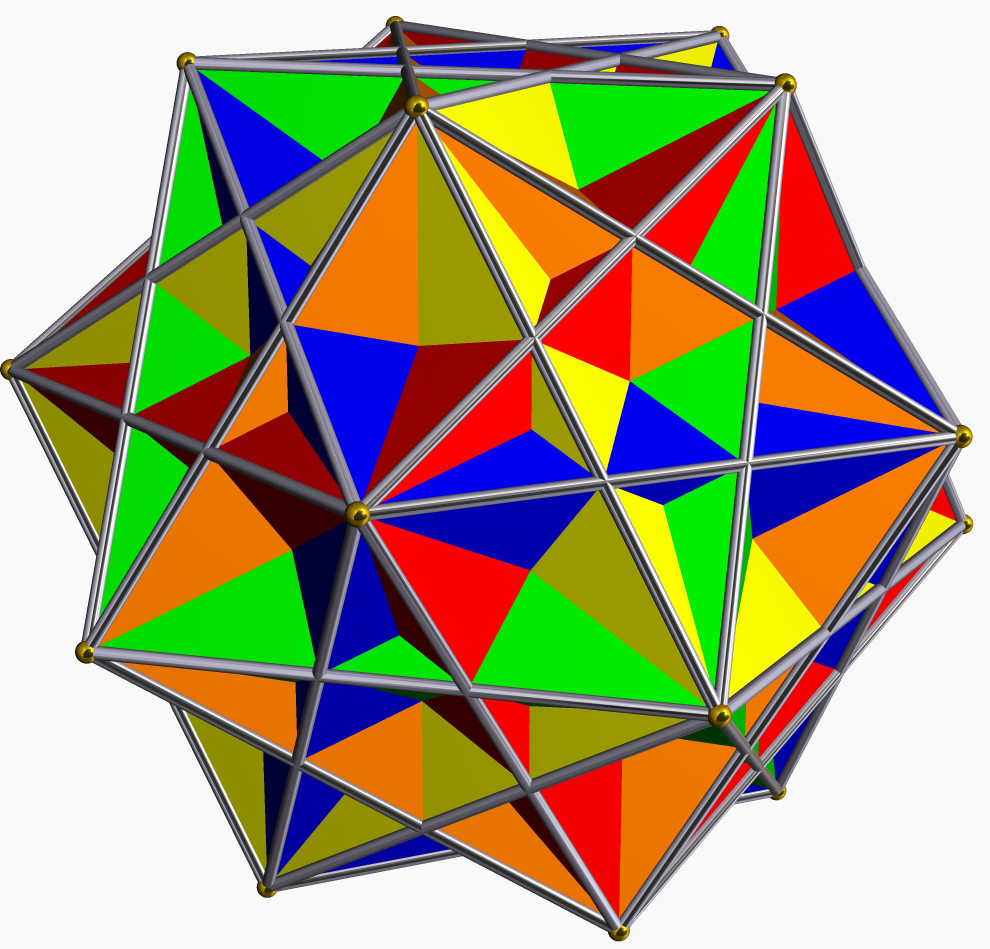
vijf kubussen
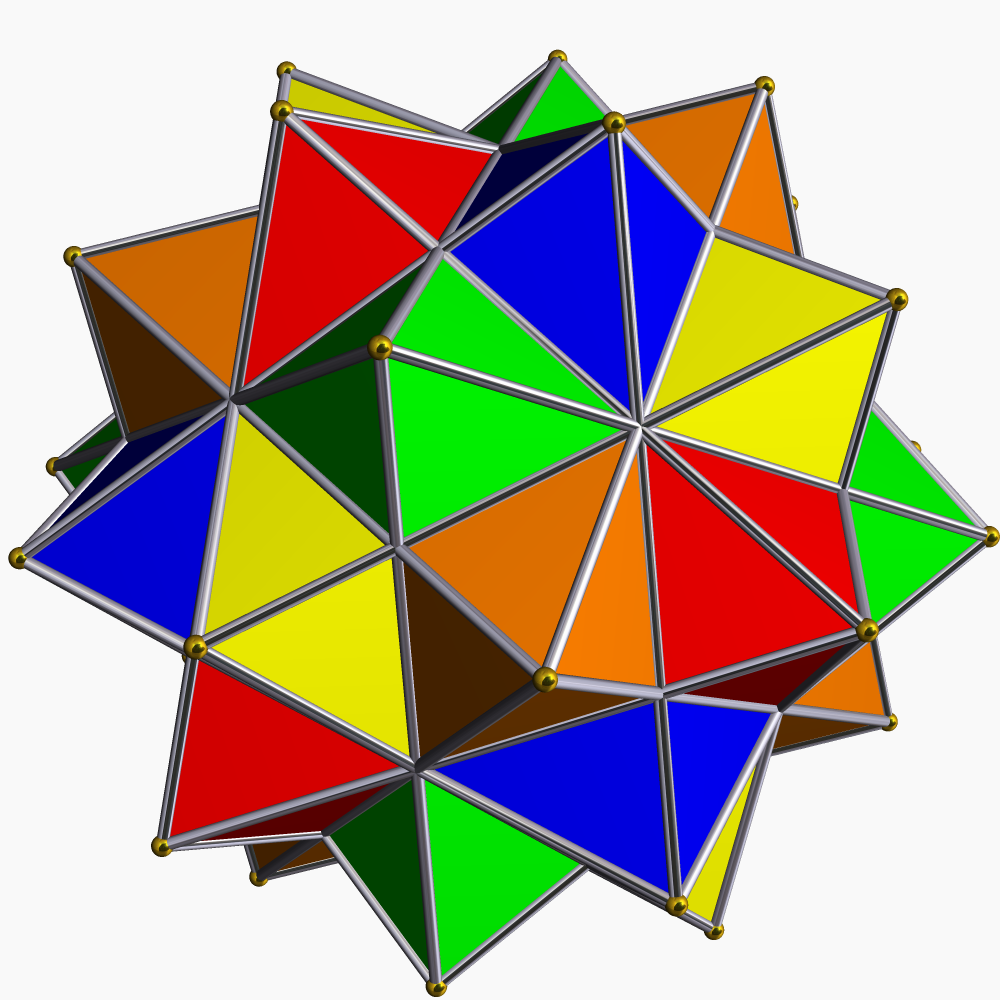
vijf achtvlakken